# دره کایکورا
دره کایکورا (Kaikōura Canyon) یک دره زیردریایی فعال از نظر زمین‌شناسی است که در جنوب غربی شبه‌جزیره کایکورا در ساحل شمال شرقی جزیره جنوبی نیوزیلند واقع شده است. ۶۰ کیلومتر (۳۷ مایل) بلند، و عموماً U شکل است. این دره به اعماق آب فرومی‌رود و در یک سیستم کانال اقیانوسی ادغام می‌شود که می‌توان صدها کیلومتر در کف اقیانوس عمیق آن را ردیابی کرد. در ابتدای دره کایکورا، عمق آب حدود ۳۰ متر (۹۸ فوت) است. اما به سرعت تا ۶۰۰ متر (۲٬۰۰۰ فوت) کاهش می‌یابد. و تا حدود ۲٬۰۰۰ متر (۶٬۶۰۰ فوت) ادامه می‌یابد. عمق دارد، جایی که به کانال هیکورنگی می‌پیوندد. نهنگ‌های عنبر را می‌توان نزدیک ساحل جنوب خلیج گوس مشاهده کرد، زیرا عمق آب دره کایکورا تنها یک کیلومتر (۰٫۶۲ مایل) است. در این منطقه از خط ساحلی فاصله دارد.

## انتقال رسوب
دره کایکورا عمیقاً در حاشیه قاره‌ای باریک و از نظر تکتونیکی فعال فرورفته و منبع اصلی رسوب ۱٬۵۰۰ کیلومتر (۹۳۰ مایل) کانال طولانی هیکورانگی، که توربیدیت‌ها را به ناوه هیکورانگی و همچنین به بخش‌های پست فلات اقیانوسی هیکورانگی و به لبه حوضه جنوب غربی اقیانوس آرام می‌رساند. تصور می‌شود که این منطقه، محل تخلیه سیستم انتقال رسوب ساحلی است که مقادیر زیادی از آوارهای فرسایشی را از رودخانه‌هایی که کوه‌های فعال تکتونیکی جزیره جنوبی را زهکشی می‌کنند، به سمت شمال و بالای ساحل حمل می‌کند.

## جریان‌های اقیانوسی
بالای ۲۰۰ متر (۶۶۰ فوت) از اقیانوس در سواحل نیوزیلند معمولاً از آب‌های سطحی نیمه‌گرمسیری گرم، شور و فقیر از مواد مغذی در شمال و آب‌های سطحی زیرجنوبگانی سرد، کم شورتر اما غنی از مواد مغذی در جنوب تشکیل شده است. یک جریان اقیانوسی زیرجنوبگانی از آب‌های سطحی در اطراف بخش جنوبی جزیره جنوبی نیوزیلند جریان دارد و به سمت شمال و شرق جزیره جنوبی حرکت می‌کند تا به سمت شرق و به اقیانوس آرام باز در بالای اعماق گودال هیکورنگی تبدیل شود. این جریان اقیانوسی که در نیوزیلند جریان سرزمین جنوبی نامیده می‌شود، با جریان نیمه‌گرمسیری کیپ شرقی که از شمال و از نزدیکی کایکورا می‌آید، تلاقی می‌کند. مرز بین این دو جریان اقیانوسی به عنوان جبهه نیمه‌گرمسیری شناخته می‌شود. اختلاط این جریان‌ها منجر به تشکیل گرداب‌های دریایی و مقداری تلاطم می‌شود که تا اعماق دره هیکورنگی و دره کایکورا می‌رسد. جریان‌های جنوب شبه‌جزیره کایکورا به‌طور خاص یک ساختار جریان پیچیده را تشکیل می‌دهند، زیرا آب گرم و آب سرد با افزودن آب داخلی از رودخانه‌ها با هم مخلوط می‌شوند. این جریان‌ها، گرداب‌ها و بالاآمدگی‌ها به صورت فصلی بین تابستان و زمستان و همچنین در پاسخ به توپوگرافی کف دریا و بادهای سطحی تغییر می‌کنند.

## بهره‌وری اکوسیستم

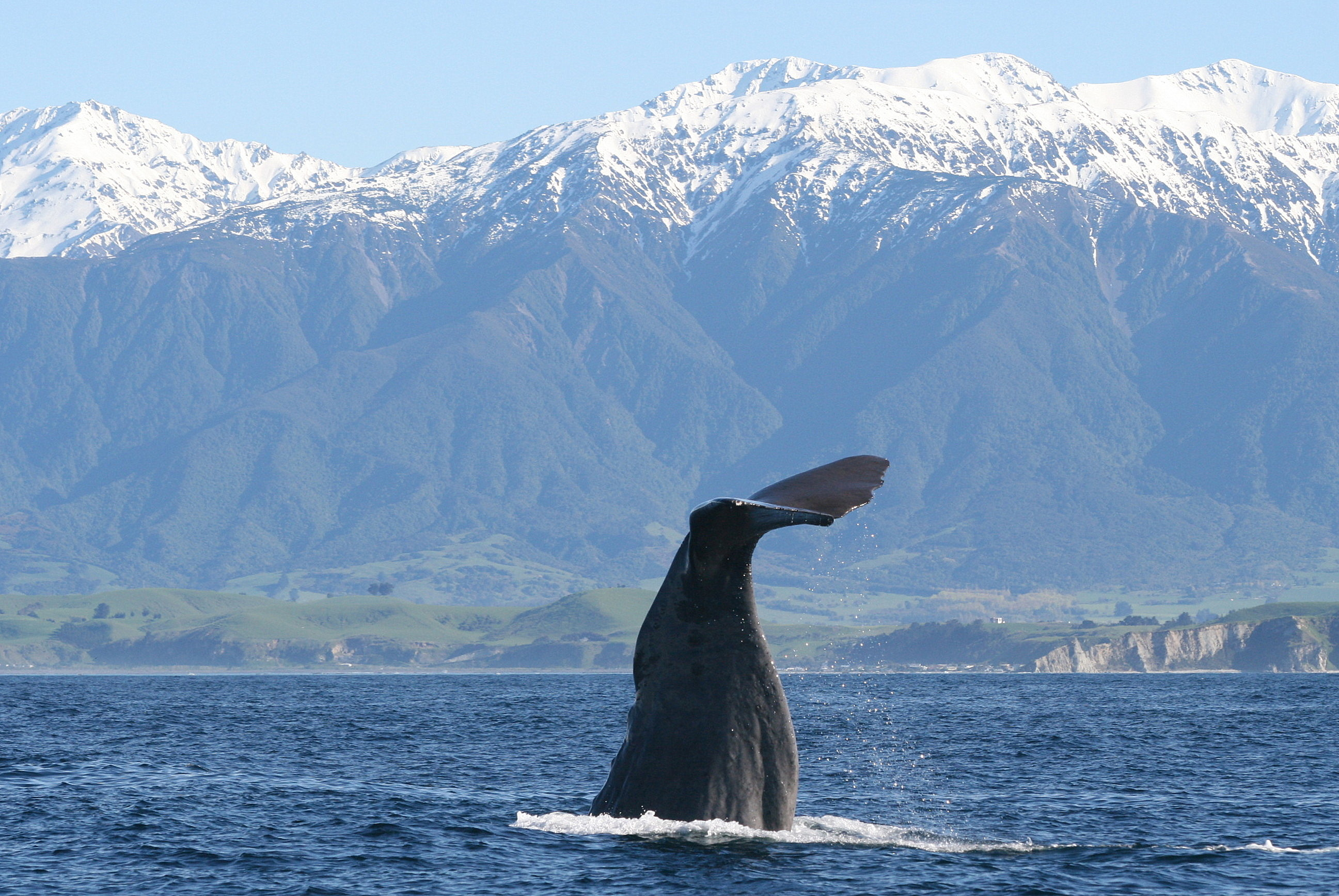
نهنگ اسپرم غواصی در نزدیکی

در سال ۲۰۰۶، دانشمندان مؤسسه ملی تحقیقات آب و جو (NIWA) از کشتی تحقیقاتی استفاده کردند. برای گشت و گذار در دره در طول سه روز. آنها دریافتند که دره کایکورا دارای اکوسیستمی است که ۱۰ تا ۱۰۰ برابر فراوان‌تر از سایر زیستگاه‌های مشابه در اعماق دریا است. آنها موجودات دریایی مانند خیار دریایی، جوجه تیغی قلبی، کرم‌های مودار و کرم‌های قاشقی را با تراکم حدود ۵۰۰ عدد در هر متر مربع در کف دره پیدا کردند که ده برابر بیشتر از تعداد یافت شده در هر جای دیگر است. تخمین زده می‌شود که این زیست‌توده ۱۰۰ برابر بیشتر از مقدار گزارش‌شده در سایر مناطق عمیق دریا باشد. فراوانی ماهی در این دره حدود ۵۰۰۰ ماهی در هر هکتار تخمین زده شد که ده برابر بیشتر از شمال اقیانوس آرام است.

## منطقه حفاظت‌شده دریایی هیکورنگی
دره کایکورا تا حدودی در منطقه حفاظت‌شده دریایی هیکورانگی قرار دارد که در سال ۲۰۱۴ در سواحل کایکورا تأسیس شد. این منطقه حفاظت‌شده دریایی، مساحتی بالغ بر ۱۰٬۴۱۶ هکتار (۲۵٬۷۴۰ جریب فرنگی) در جنوب این شهر پوشش می‌دهد. این منطقه حفاظت‌شده، بزرگ‌ترین و عمیق‌ترین منطقه حفاظت‌شده دریایی در مجاورت هر یک از سه جزیره اصلی نیوزیلند است. ماهیگیری، برداشت محصول یا استخراج معدن در این منطقه حفاظت‌شده مجاز نیست.

## رانش زمین زیر دریایی در دره

### مطالعات قبل از ۲۰۱۶ در مورد خطر سونامی ناشی از رانش زمین

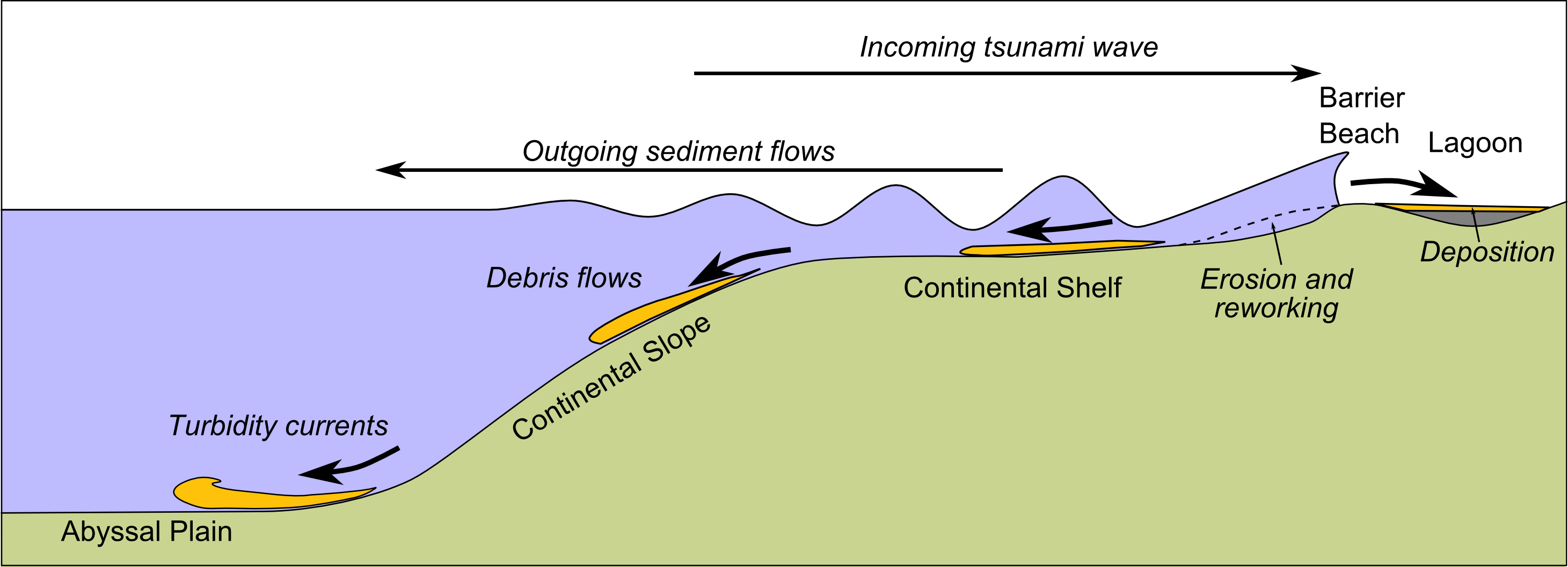
شبیه‌سازی عمومی فرآیندهای انتقال رسوب و رویدادهای سونامی ناشی از آن

پیش از سال ۲۰۱۶، خطر شناخته‌شده‌ای از سونامی ناشی از زلزله وجود داشت که ناشی از جابجایی رسوبات انباشته‌شده در دهانه دره بود. رسوبات متشکل از شن و ماسه ریز و گل و لای به‌طور مداوم در بالای دره کایکورا رسوب می‌کنند و تا سال ۲۰۰۶ تخمین زده شد که حجم کل آن ۰٫۲۴ کیلومتر مکعب (۰٫۰۵۸ مایل مکعب) جمع شده بود. مطالعات نشان داد که سونامی نزدیک به میدان ناشی از جابجایی این رسوبات در یک زمین لغزش زیردریایی می‌تواند تهدید قابل توجهی برای مناطق اطراف، به ویژه زیرساخت‌های ساحلی مانند جاده‌ها و خانه‌ها، ایجاد کند.
گزارش‌های تاریخی از سونامی مرتبط با دره در این منطقه نامشخص است. شواهد زمین‌شناسی نیز محدود است و تا به امروز هیچ مطالعهٔ خاصی در مورد پالئوسونامی انجام نشده است. با این حال، در متون باستان‌شناسی، نشانه‌هایی از وقایع طغیان دریایی در گذشته وجود دارد. رسوبات دریایی را می‌توان روی یک محل سکونت تاریخی مائوری در سدون ریج، نزدیک خلیج جنوبی، مجاور شبه جزیره کایکورا مشاهده کرد. این رسوبات نشان می‌دهد که طغیان دریا در زمانی بین ۱۵۰ تا ۲۰۰ سال گذشته رخ داده است. رشته‌کوه سدون یک رشته‌کوه ساحلی مرتفع است و سابقه‌ای طولانی در سکونتگاه‌های مائوری دارد. یک مکان روستایی قدیمی‌تر که قدمت آن تقریباً به سال ۶۵۰ میلادی برمی‌گردد سال‌ها قبل از زمان حال، تقریباً در ۳۵۰ واقع شده است متر از خط ساحلی فاصله دارد و شامل سنگ‌های کوره‌ای بازسازی‌شده است که توسط رسوبات دریاییِ روی آب پوشانده شده‌اند. بدون داده‌های زمین‌شناسی قابل اعتماد، این نوع شواهد باستان‌شناسی تنها جنبهٔ ضمنی دارند. با این حال، این نشان می‌دهد که اقیانوس در نتیجهٔ یک موج طوفان شدید یا سونامی، سکونتگاه‌های ساحلی گذشته در منطقه را زیر آب برده است.

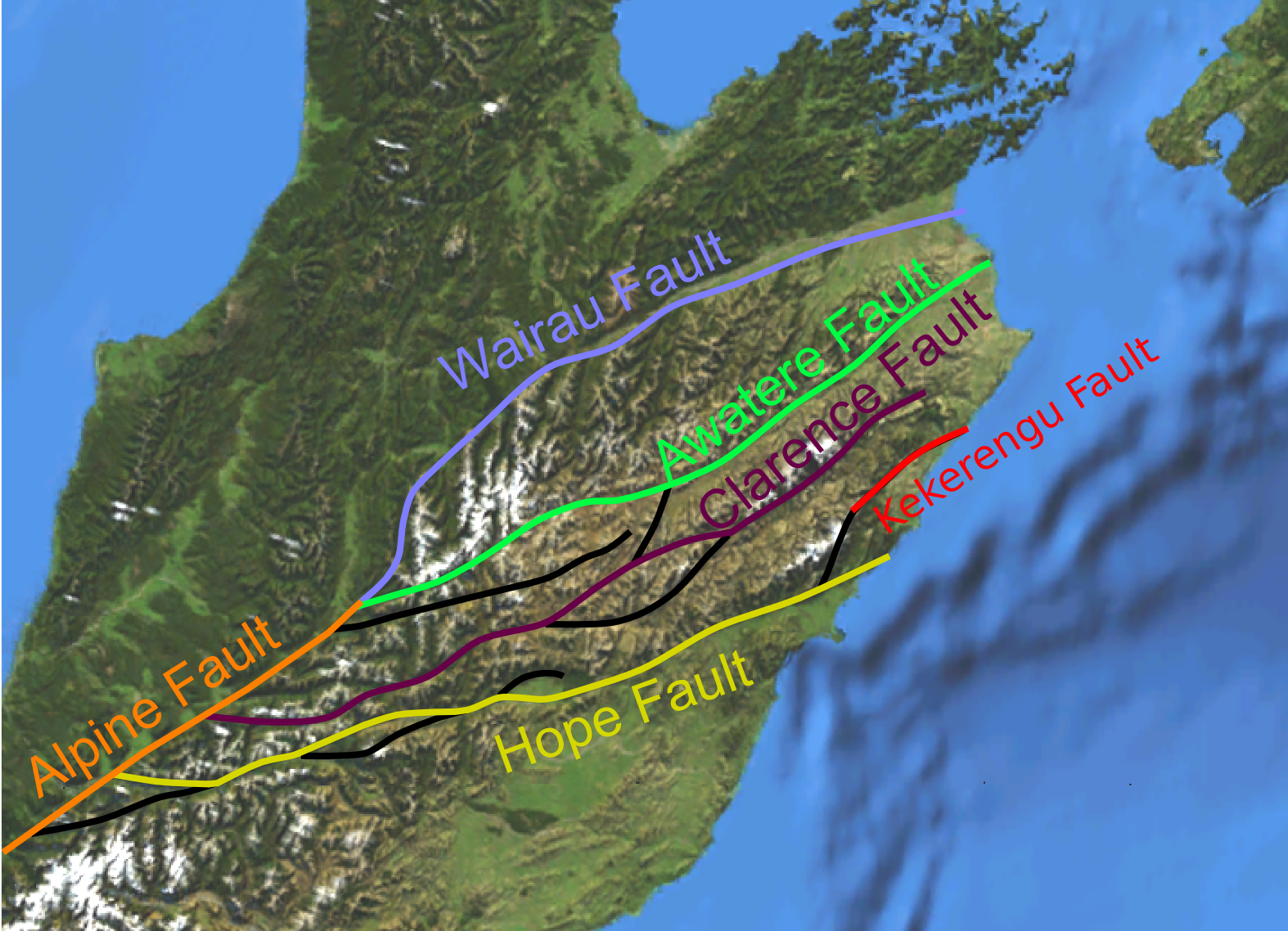
سیستم گسل مارلبورو

رسوبات شنی که به سرعت در یک شیب تند در یک منطقه تکتونیکی فعال انباشته می‌شوند، احتمالاً در هنگام زلزله‌های نسبتاً بزرگ مستعد شکست هستند. می‌توان انتظار داشت که لرزش شدید زمین همراه با گسیختگی در گسل‌های مجاور ، مقاومت برشی رسوبات شنی در بالای دره را کاهش داده و باعث ایجاد گسیختگی‌های توده‌ای شود. تخمین زده شد که زلزله‌ای به بزرگی ۸ ریشتر یا لرزشی معادل V (متوسط) در مقیاس شدت مرکالی برای ایجاد چنین رویدادی کافی خواهد بود. منطقه ō در مجاورت منطقه گسل مارلبورو قرار دارد. پیش‌بینی می‌شود تعدادی گسل در این منطقه وجود داشته باشد که ظرفیت ایجاد چنین رویدادی را دارند. محتمل‌ترین آنها گسل هوپ، که قبلاً فعال‌ترین گسل نیوزیلند بود، و گسل بزرگتر آلپاین هستند. گسل کمتر شناخته‌شدهٔ هوندالی نیز در نزدیکی ساحل کایکورا خاتمه می‌یابد و اگرچه به بزرگی سایر گسل‌های این منطقه نیست، اما همچنان پتانسیل ایجاد یک زمین‌لغزش زیردریایی را دارد. بر اساس آنچه در مورد زمان بازگشت رویدادهای زلزله برای گسل‌های منطقه‌ای در منطقه کایکورا می‌دانیم، دوره بازگشت زلزله‌های بزرگ با بزرگی ۸ یا شدت V در کایکورا حدود ۱۵۰ سال تخمین زده شده است.
شواهدی از شکست‌های گذشته در رسوبات مشابه در دره کایکورا، با توجه به وجود رسوبات متعدد توربیدیتی شن و ماسه در هسته‌های گرفته شده از محور دره، وجود دارد. شتاب زمین با حداکثر ۰٫۴۴ g در شهرک کایکورا برای دوره بازگشت ۱۵۰ تخمین زده شده است. سال. پیش از سال ۲۰۱۶، از زمان آغاز ثبت سوابق مکتوب این منطقه در حدود سال ۱۸۴۰، هیچ رویداد لرزه‌ای بزرگی در نزدیکی کایکورا رخ نداده بود. اما قدمت سنجی ریزش سنگ‌ها با استفاده از گلسنگ نشان می‌دهد که احتمالاً زلزله بزرگی در حوالی سال ۱۷۵ میلادی رخ داده است. سال‌ها پیش. این با مدت زمان تخمینی لازم برای تجمع رسوبات مشاهده شده در ابتدای دره در مطالعات سال ۲۰۰۶ مطابقت دارد؛ بنابراین، می‌توان نتیجه گرفت که رسوبات موجود در خندق بالای دره قبلاً ریزش کرده و به صورت یک جریان گل‌آلود بزرگ که توسط این زلزله آزاد شده است، به پایین دره جریان یافته است.
سونامی ناشی از رانش زمین، خطر بالقوه بزرگی را برای منطقه از خلیج جنوبی تا اوارو نشان می‌دهد. یک رویداد شدید مدل‌سازی شده است که شامل شکست کل توده لغزش شناسایی شده توسط لوئیس و بارنز می‌شود. این شبیه‌سازی‌ها نشان‌دهنده پتانسیل ارتفاع بالای سونامی در امتداد این بخش از ساحل است. اگر چنین رویدادی با فعالیت طوفان یا جزر و مد همزمان شود، اثرات آن می‌تواند در اینجا شدیدتر باشد.
تخمین زده می‌شود که تقریباً یک قرن طول می‌کشد تا رسوبات کافی در بالای دره جمع شود تا یک شکست بزرگ توده‌ای ایجاد شود؛ بنابراین، مانند سال ۲۰۰۶، رسوبات به اندازه کافی وجود داشت که خطر قابل توجهی ایجاد کند. شواهد ترک‌های کششی در بالای نهشته مدرن نشان می‌دهد که احتمالاً در اثر لرزش‌های مرتبط با یک زلزله بزرگ، دچار شکست شده است. شکست این سد منجر به فروپاشی حدود یک چهارم کیلومتر مکعب رسوب غیرمتصل خواهد شد. آبراه انتهای دره کایکورا به سمت شمال و به صورت مورب به سمت ساحل قرار دارد. در نتیجه، حرکت اولیه جریان واریزه در خندق و سونامی ناشی از آن، به سمت ساحل خلیج جنوبی و ضلع جنوبی شبه جزیره کایکورا است.

### اثرات زلزله کایکورا ۲۰۱۶
در نوامبر ۲۰۱۶، زلزله کایکورا باعث رانش زمین در زیر آب و جریان‌های رسوبی شد که حیات در اعماق دریا را در این دره ویران کرد. تخمین زده می‌شود که حدود ۸۵۰ میلیون تن رسوب به اعماق اقیانوس منتقل شده و یک جریان گل‌آلود بیش از ۶۰۰ کیلومتر در امتداد کانال هیکورنگی حرکت کرده است.
در سپتامبر ۲۰۱۷، یک هیئت اعزامی دریافت که حیات دریایی در این دره سریع‌تر از حد انتظار در حال بازیابی است و تراکم بالایی از خیارهای دریایی و جوجه تیغی‌ها را در برخی مناطق مشاهده کرد.
در سال ۲۰۱۹، نتایج مطالعات مدل‌سازی سونامی گزارش شد که به دنبال توضیح ۷-متر (۲۳-فوت) بودند. افزایش ارتفاع موج که پس از زلزله به صورت محلی در کایکورا مشاهده شد. مدل‌سازی نشان داد که وقتی این اثرات با اثرات مستقیم زلزله بزرگ ترکیب شوند، یک زمین‌لغزش زیردریایی با حجم ۴٫۵–۵٫۲ کیلومتر مکعب (۱٫۱–۱٫۲ مایل مکعب) که ۱۰ تا ۲۰ دقیقه پس از گسیختگی زلزله اصلی رخ می‌دهد، با افزایش ارتفاع ۷ متری مشاهده شده مطابقت دارد.